# 曼弗雷德·格拉赫
曼弗雷德·格拉赫（德語：Manfred Gerlach，1928年5月8日—2011年10月17日），东德政治人物。1989年12月3日至1990年4月5日期间任东德国务委员会代理主席。

## 生平
曼弗雷德·格拉赫生于莱比锡。1943年，他成立了一个反法西斯青年运动组织。1944年，被逮捕入狱。2011年10月17日，曼弗雷德·格拉赫在经历长时间的病痛折磨之后，在柏林一所医院中逝世。